# Section.80
Section.80 je nezávislé studiové album amerického rappera Kendricka Lamara. Album bylo nahráno u nezávislého labelu Top Dawg Entertainment a vydáno digitálně na iTunes 2. července 2011.

## O albu
Lamar prohlásil, že k vytvoření tohoto alba ho podnítila vize či sen Tupaca Shakura. Jedná se o konceptuální album, při kterém se inspiroval tematikou Tupacových písní. Tedy o pouličním životu a problémech dospívajících, kteří čelí alkoholu a drogám. Sám toto album věnuje generaci Y a především lidem narozeným v éře vlády prezidenta Reagana.
Koncept alba sleduje život Tammy a Keishy. "Tammy's Song (Her Evils)" popisuje skutečnost, kdy Tammy a její kamarádka byly podvedeny svými přáteli a proto se rozhodly být spolu v milostném vztahu. "Keisha's Song (Her Pain)" popisuje příběh prostitutky, která nezvládá žít v běžné společnosti. Dalším tématem je cracková epidemie, která v USA propukla v letech 1984 až 1990.

## Po vydání
V červenci 2011 bylo vydáno k digitálnímu prodeji na iTunes. V první týden se prodalo 5 300 kusů a tím se umístilo na 113. příčce žebříčku Billboard 200 a na 22. v Top R&B/Hip-Hop Albums. V žebříčku se udrželo ještě druhý týden s dalšími 4 300 prodanými kusy. A to bez mediální propagace. Nárůst prodeje zaznamenalo během chystání major debutu Good Kid, M.A.A.D City do 22. října 2012 se alba prodalo 78 000 kusů. Po vydání alba Good Kid, M.A.A.D City se prodalo dalších 52 000 kusů tohoto alba, celkem se ho tedy prodalo 130 000 kusů.

## Seznam skladeb
| Pořadí | Název                                                  | Hudba                    | Délka |
| ------ | ------------------------------------------------------ | ------------------------ | ----- |
| 1.     | Fuck Your Ethnicity                                    | THC                      | 3:44  |
| 2.     | Hol’ Up                                                | Sounwave                 | 2:53  |
| 3.     | A.D.H.D                                                | Sounwave, The Jet Age    | 3:35  |
| 4.     | No Make-Up (Her Vice) (ft. Colin Munroe)               | Sounwave                 | 3:55  |
| 5.     | Tammy’s Song (Her Evils)                               | THC                      | 2:41  |
| 6.     | Chapter Six                                            | Tommy Black              | 2:41  |
| 7.     | Ronald Reagan Era (His Evil) (ft. RZA)                 | Tae Beast                | 3:36  |
| 8.     | Poe Mans Dreams (His Vice) (ft. GLC)                   | Willie B                 | 4:21  |
| 9.     | The Spiteful Chant (ft. Schoolboy Q)                   | Sounwave, Dave Free      | 5:20  |
| 10.    | Chapter Ten                                            | THC, Iman Omari          | 1:15  |
| 11.    | Keisha's Song (Her Pain) (ft. Ashtro Bot)              | Tae Beast                | 3:47  |
| 12.    | Rigamortis                                             | Willie B, Sounwave (co.) | 2:48  |
| 13.    | Kush & Corinthians (His Pain) (ft. BJ the Chicago Kid) | Wyldfyer                 | 5:04  |
| 14.    | Blow My High (Members Only)                            | Tommy Black              | 3:35  |
| 15.    | Ab-Soul's Outro (ft. Ab-Soul)                          | Terrace Martin           | 5:50  |
| 16.    | HiiiPoWeR (ft. Alori Joh)                              | J. Cole                  | 4:39  |